# Frange
Pour les articles homonymes, voir Frange (homonymie).
 (mai 2022).
Si vous disposez d'ouvrages ou d'articles de référence ou si vous connaissez des sites web de qualité traitant du thème abordé ici, merci de compléter l'article en donnant les références utiles à sa vérifiabilité et en les liant à la section « Notes et références ».

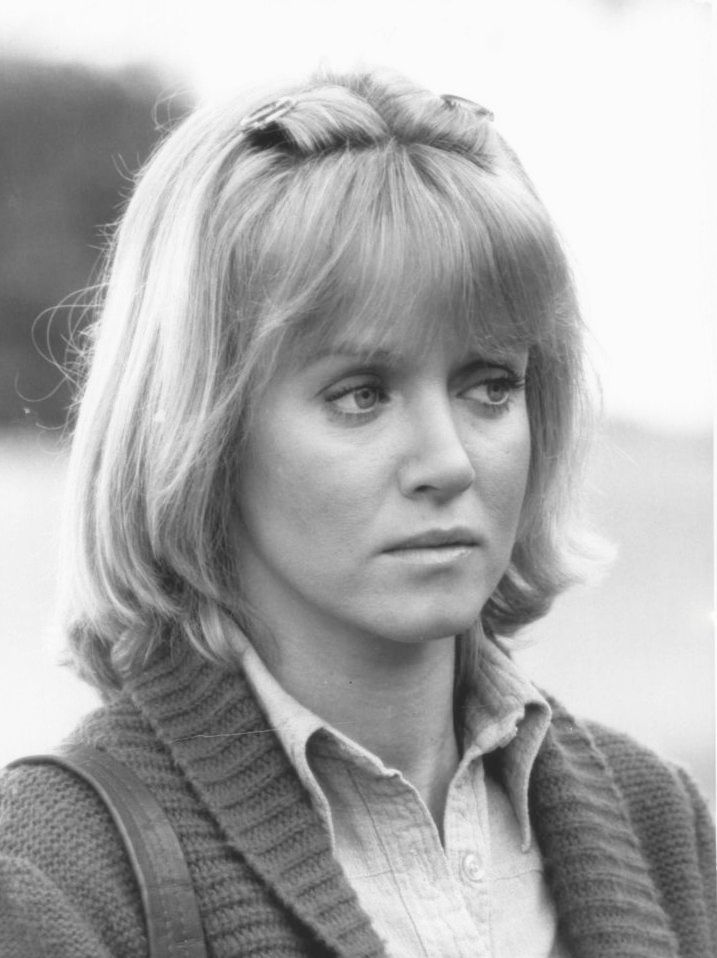
L'actrice américaine Donna Mills avec une frange.

La frange (du latin classique fimbria) est un type de coiffure où les cheveux du toupet retombent sur le front. Au fil du temps et des époques, divers types de franges se sont succédé et ont fait d'elle un incontournable de la coiffure.

## Historique
Il existe divers types de franges, apparus notamment à des périodes différentes du 20e siècle, de longueurs et d'aspects différents :
- pendant les années 1920, la frange est coupée très droite ;
- pendant les années 1930, la frange arrive à mi-front et se veut résolument courte ;
- pendant les années 1950, la frange se porte longue et roulée ;
- pendant les années 1960, la frange est longue et plate
- pendant les années 1970, deux types de frange s'affrontent : la "frange rideau" couvrant les deux côtés du front, comme arboré par Brigitte Bardot[3], et la frange longue ou "Birkin bangs" portée coiffée-décoiffée par Jane Birkin[4].

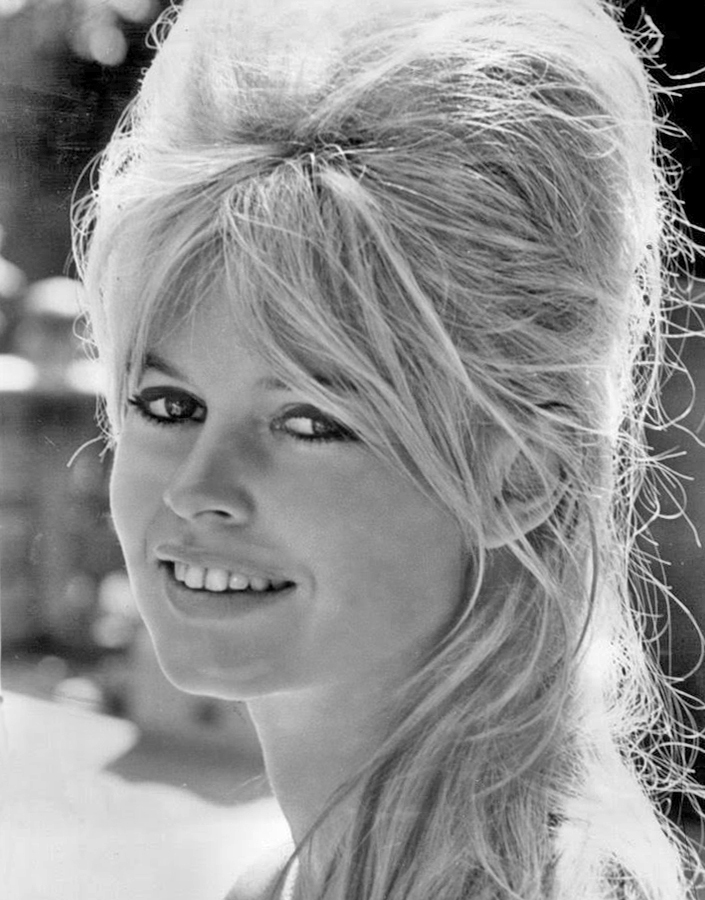
Brigitte Bardot et sa célèbre frange rideau en 1962.

## Personnalités
De nombreuses personnalités célèbres ont popularisé la frange parmi lesquelles Louise Brooks, Bettie Page, Anna Wintour ou encore Caroline de Maigret. 